# هاروتیون گریگوریان (بازیکن فوتبال)
هاروتیون آرتاکی گریگوریان (روسی: Арутюн Артакович Григорян؛ زادهٔ ۱۹ مهٔ ۱۹۹۸ در گیومری) بازیکن فوتبال در پست هافبک اهل ارمنستان است.

## باشگاهی
از باشگاه‌هایی که در آن بازی کرده‌است می‌توان به باشگاه فوتبال کراسنودار اشاره کرد.